# Фонд за пензијско и инвалидско осигурање Републике Српске
Фонд за пензијско и инвалидско осигурање Републике Српске је организација која врши јавна овлашћења ради остваривања права из пензијског и инвалидског осигурања.
Сједиште Фонда ПИО је у Бијељини.

## Дјелокруг
Фонд за пензијско и инвалидско осигурање Републике Српске је првобитно основан одлуком Предсједништва Српске Републике Босне и Херцеговине од 20. јуна 1992. године као Јавни фонд за пензијско и инвалидско осигурање Српске Републике Босне и Херцеговине. Дана 30. децембра 1993. законом је основан Јавни фонд за пензијско и инвалидско осигурање Републике Српске са сједиштем у Сарајеву, а 2000. назив му је промијењен у садашњи — Фонд за пензијско и инвалидско осигурање Републике Српске.
Фонд ПИО обавља сљедеће послове:
- обезбјеђује законито, рационално и ефикасно остваривање права из пензијског и инвалидског осигурања,
- пружа стручну помоћ осигураницима приликом остваривања права,
- обезбјеђује провођење међународних уговора о социјалном осигурању,
- врши оцјену радне способности ради остваривања права из пензијског и инвалидског осигурања,
- води одговарајуће евиденције у складу са овим законом и
- обавља и друге послове у вези са спровођењем и остваривањем права из пензијског и инвалидског осигурања.

## Организација
Органи Фонда за пензијско и инвалидско осигурање Републике Српске су Управни одбор и директор.
Управни одбор је орган управљања и има девет чланова које именује и разрјешава Влада Републике Српске: шест чланова на предлог Министарства рада и борачко-инвалидске заштите након спроведеног поступка јавне конкуренције, једног члана на предлог репрезентативног већинског синдиката, једног члана на предлог репрезентативног већинског удружења послодаваца и једног члана на предлог Удружења пензионера Републике Српске.
Директор је орган руковођења и именује га Влада Републике Српске путем јавног конкурса. Он представља и заступа Фонд ПИО и одговоран је за законитост рада, организује рад и пословање, руководи радом стручне службе, извршава одлуке Управног одбора, доноси акт о унутрашњој организацији и систематизацији радних мјеста уз сагласност надлежног министарства и врши друге послове у складу са законом и Статутом.
До 2012. постојао је и Надзорни одбор који се састојао од три члана, укључујући и предсједника, које је именовала Влада Републике Српске путем јавног конкурса. Надзорни одбор је вршио надзор над радом и пословањем Фонда ПИО.